# ドラゴンボールZ外伝 サイヤ人絶滅計画
『ドラゴンボールZ外伝 サイヤ人絶滅計画』（ドラゴンボールゼットがいでん サイヤじんぜつめつけいかく）は、1993年8月6日にバンダイから発売されたファミリーコンピュータ（以下FC）用ロールプレイングゲームソフト。また、それを基にして作られたOVA作品。
本稿では、これらを基に製作されたプレイディア用ゲームソフト『ドラゴンボールZ 真サイヤ人絶滅計画』（1994年）についても併せて扱う。

## 概要
FC版『ドラゴンボールZシリーズ』（1990年 - 1993年）最終作。
今作はレベルの概念はなく、イベントでHPと使用カード枚数が上昇する。必殺技はBEやKIを消費する従来のシステムと異なり、キャラクターごとに定められた特定のカードの組み合わせ（アレンジメント）により使用する。

## ゲーム内容

### システム
基本的にはカードを使用して行動する。カードは左上の星の数（1〜7およびZ）、中央の文字、右下のマークで構成されている。以下星の数、文字、マークとする。

#### 本編
移動
常に全員で行動（前半は単独行動もあり）。隊列で先頭にいるキャラクターが表示される。
エリア移動
エリア間を移動できる。移動可能なエリアはストーリーの進行によって異なる。
マップ移動
エリア内をカードの星の数（Zは10）だけ進める。「オート移動」を使用すると、指定した目的地までカードを選択するだけで進むことが可能。敵と出会うと戦闘開始となる。イベントは必須のもの以外に、引いたカードのマークにより起こるもの、ボーナス的なもの、条件を満たすと起こる特殊なものがある。
戦闘
カードを数枚選んで行う。使用可能な枚数はストーリーの進行に従い増加する。星の数と文字により、攻撃力および攻撃方法が決まる。アレンジメントを完成させることで必殺技が発動し、初めて使った技には各キャラクターのコメントが入る。敵の必殺技は、当たる寸前にAボタンまたはBボタンを押すことで、弾くまたはかわすことができる（巨大な光線技はかわすのみ）。ただし味方の必殺技も同様に敵に無効化されることがあり、ザコ敵は一部の技を吸収することも可能。
前作では裏技的扱いだった光弾を弾くコマンドを説明書に載せたのはプレイヤーに戦闘を見せるだけでなく、参加させるためである。

#### 天下一武道会
バックアップデータを基にし対戦するモード。参加人数は6人で、途中で降参もできる。ゲームの進行により参加可能なキャラクターは増え、各キャラクターの優勝回数は記録される（任意で抹消も可能）。登録せずに始めると、コンピューター同士の対戦が見られるウォッチモードになる。

#### サブゲームセンター
ゲームをクリアすると出現。修行所の修行を体験できる。

### アイテム

#### 回復系
せんず
1人のHPを完全に回復させる。戦闘不能者の復活の効果もあり。
ちょっとかいふく
1人のHPを最大HPの半分回復させる。
みんなかいふく
全員のHPを最大HPの半分回復させる。
ぜんかい
1人のHPを完全に回復させる。

#### 補助系
とりかえ
移動後、次に補充されるカードを選ぶことができる。

#### 攻撃・攻撃補助系
クリリン
拡散エネルギー波で敵全体を攻撃する。
ヤムチャ
敵1体を繰気弾で攻撃する。
テンシンハン
四身の拳で敵全体を攻撃する。
チャオズ
超能力で敵1体の動きを封じる。
ひっさつわざ
アレンジメントが判明している技のいずれか1つを使用できる。
おいはらう
敵を追い払い、バトルを強制終了させる。
2まいプラス
1ターン中、使えるカードが2枚増える。
さかさま
カードの強さを逆転させる。
パワーレーダー
敵全員のHPを調べる。劇中に登場したスカウターに酷似したデザイン。

#### 移動系
テレポート
指定した位置に一瞬で移動できる。ダンジョン内では使用不可。

#### 特殊系
インフォメーション
本編中のヒントを教えてくれることがある。
ルーレット
他のアイテムに変化する。
シェンロン
特定のものを除き、好きなカードを2枚貰える。
ポルンガ
特定のものを除き、好きなカードを3枚貰える。

#### イベント系
ライト
真っ暗な場所を調査するために必要なアイテム。
フリーズカプセル
熱い場所に入るために必要なアイテム。
ドラゴンレーダー
ドラゴンボールのありかを示す。
ドラゴンボール
7つ集めることで神龍を呼び出せる。
リキニュウム
宇宙船を飛ばすのに必要な鉱物。地球のブンブク島にしか存在しない。
うちゅうせん
宇宙に行くことができる。
リング
宇宙嵐を鎮めるために必要な破魔の守りの1つ。
涙の本
読んだ人が必ず感動してしまう本。
星の貝殻
オウター星のクアーの町に入るために必要なアイテム。
真珠
宇宙嵐を鎮めるために必要な破魔の守りの1つ。オウター星の海の主の涙から生成される。
エッチなビデオ
亀仙人に渡すと、特定のアレンジメントを教えてくれる。それらが判明した後は使用不可。
サタンのサイン
ミスター・サタンのサイン。パズルのピースと交換するために必要とする。
パズル
世界中に散らばるパズルのピース。全部で5枚存在する。パズルじいさんに渡すと特定のキャラクターの最大HPを上げてくれる。

### マークの効果
括弧内はマークの形状。
回復（ハート）
このカードで回復場に止まると、回復場に入ることができる。1人のHPを完全回復か全員のHPを最大値の10%回復かを選択できる。
バトル（パンチ）
戦闘時、このカードを1番目に選択すると、与えるダメージが2倍になる。
移動（靴）
星の数の2倍進める。 / 敵に遭遇しない（最大5回まで）。
カード（カード）
全カードの星の数が1増えるか減る。 / 1枚のカードの星の数をZにする。
修行（鉄アレイ）
このカードで修行場に止まると、修行場に入ることができる。詳細は後述。
ハプニング（!）
敵に遭遇する（「敵に遭遇しない」の効果中は何も起こらない） / カードを全部取り替える / アイテムを1つ入手 / アイテムを1つ交換
はずれ（×）のカードは何も起こらない。

## 設定

### ストーリー
新たな地球の神・デンデが地球に存在しないはずの生命細胞を破壊するデストロンガスの増加に気づいた。ミスターポポからこの事態を聞いた悟空・悟飯・ピッコロは、デストロンガス装置の破壊に向かおうとする。
その時、カプセルコーポレーションに2匹のモンスターが出現。悟空はかめはめ波で撃退しようするが、技が出ない。何とか肉弾戦で撃退するも、ポポの話ではガスの影響で皆の生命力が落ちてきているために気が十分に集中できず技が使えないらしい。
悟空たちはトランクスやベジータと協力し、装置を破壊していく。やがて界王から、黒幕の正体がかつてサイヤ人に星を滅ぼされた恨みを持つツフル人・ドクターライチーであることを知らされる。

### 舞台

#### 地球
悟空の家
チチが全員のHPを全回復してくれる。
西の都
ブルマが住むカプセルコーポレーションがある。
カメハウス
悟空の師・亀仙人の家。エッチなビデオを渡すと、必殺技のアレンジメントを教えてくれる。
グランドアポロン
デストロンガス装置が出現した場所。東の都の南西にある大渓谷。序盤で悟空が向かう。名前の由来はグランドキャニオンとバンダイの子会社アポロン。
西の砂漠
デストロンガス装置が出現した場所。西の都のさらに西の外れにある。序盤で悟飯が向かう。ピラミッドがある。
ブンブク島
デストロンガス装置が出現した場所。南海の孤島で、100年以上も噴火を続けているポコポコ火山がある。序盤でピッコロが向かう。物語の中盤、ゴースト戦士たちが消滅させてしまう。劇中に登場したいろいろなキャラクターが住んでいる。
氷の大陸
デストロンガス装置が出現した場所。三手に分かれた悟空たちが合流する約束をした場所。一面の氷を溶かす洪水マシンが存在する。
なお西の都を含めた町にはランダムでヤムチャが登場し、アイテムを1つ貰えることがある。

#### 宇宙
暗黒惑星
ライチーが待ち受ける宇宙墓場の中にある惑星。宇宙嵐を突破しないと進めない。
クーン星
暗黒惑星の近くにある星。パイレの町の住人はオウター星の宇宙海賊に悩まされている。預言者が住んでいる。
オウター星
星の大半が海の星。建物は少ない。宇宙海賊のアジトがあり、渦潮に海の主がいる。クアーの町には星の貝殻がないと入ることはできない。

### 修行
巻物の修行以外は成功させればアイテムカードが貰える。
ポポ
動くミスターポポにタッチする修行。12回タッチできれば成功となる。
巻物
Aボタンを連打して巻物を引っ張り、アレンジメントを覚える修行。連打する速さを適度に調節する必要があり、巻物が破れるか元に戻ると失敗となる。成功するとアレンジメントを覚え、HPが増える。青、黄、赤の順で覚えられる技が強力になるが、難易度も上がる。
かめはめ波
悟空の幻が撃つかめはめ波をAボタンの連打により発射されるエネルギー波で切り返す修行。サブゲームセンターでは2P対戦もできる。
光線技
高速で増減するパワーメーターを見極め、Aボタンを押してエネルギー波を撃ち、複数枚の板を割る修行。威力はメーターによって左右され、3回撃って15枚以上板を割れば成功となる。

## 登場キャラクター

### Z戦士
孫悟空（表記はゴクウ）
主人公。メンバーの中では標準的な能力。味方で唯一全体攻撃を持たない。
必殺技（気功波、かめはめ波、スーパーかめはめ波、太陽拳、気合砲、超気功波、連気弾、気投砲）
孫悟飯（表記はゴハン）
悟空の息子。攻撃力は低めだが、最大HPは5人の中で最高である。なお必殺技使用時のカットインは超サイヤ人2の状態だがそれ以外のグラフィックやアイコンは通常の超サイヤ人となっており、OVAでは超サイヤ人2にはならない。
必殺技（魔光砲、魔閃光、連続魔光砲、爆砕魔弾、かめはめ波、超魔弾、激烈魔閃光）
ピッコロ
ナメック星人。悟飯の師。HPこそ高いが攻撃力は低め。
必殺技（魔光砲、爆裂魔光砲、魔貫光殺砲、魔空包囲弾、魔激砲、激烈光弾、魔空波、連続魔光砲）
トランクス
未来から来たベジータの息子。HPは低めで必殺技の数も少ないが、攻撃力は高め。
必殺技（エネルギー波、バーニングアタック、パルサークラッシュ、連続エネルギー波、フィニッシュバスター、ゴッドブレイカー）
ベジータ
サイヤ人の王子で悟空のライバル。攻撃力は5人の中でも高く、Z戦士で唯一全体攻撃を2種類持つ。必殺技の数は全キャラクター中最多であるが、本編ではオート操作のため全て覚えるにはカードの調節が必要となる。天下一武道会ではマニュアル操作が可能。
必殺技（エネルギー波、連続エネルギー波、ギャリック砲、気円斬、ビッグバンアタック、ファイナルフラッシュ、爆発波、衝撃波、ギガブラスター、フォトンボンバー）

### 敵キャラクター（ザコ）
ドクターライチーに操られた宇宙モンスターが大半。ゲーム中ではハッチヒャックにより蘇ったと言及されている。
キンカーン
丸い身体が特徴のモンスター。使用できるカードの枚数は全キャラクター中最少。命と引き換えに発動する自爆は高い威力を持つが、回避すると失敗扱いになる。
必殺技（エネルギー波、自爆）
登場マップ（グランドアポロン、西の砂漠、ピラミッド、ブンブク島）
アービー
2本の角と長髪が特徴のモンスター。パワードレインはHP吸収効果がある。分裂はその時のHPを残したまま、最大4体まで増える。
必殺技（エネルギー波、パワードレイン、分裂）
登場マップ（グランドアポロン、西の砂漠、ピラミッド、ブンブク島）
グーレ
頭部から背中にかけてたてがみを持つモンスター。アイテムスチールは、ダメージこそないがアイテムを1つ奪取される。中ボスとして登場すると、悟空たちを罠に嵌める狡猾な面を見せる。
必殺技（エネルギー波、アイテムスチール）
登場マップ（グランドアポロン、西の砂漠、ピラミッド、ブンブク島）
ポンカーン
キンカーン型の中位モンスター。中ボスとしても登場する。
必殺技（エネルギー波、自爆）
登場マップ（グランドアポロン、西の砂漠、ピラミッド、ブンブク島、氷の大陸）
ローザック
アービー型の中位モンスター。名前の由来はザクロ。
必殺技（エネルギー波、パワードレイン、分裂）
登場マップ（ピラミッド、ブンブク島）
スカッド
グーレ型の中位モンスター。中ボスとしても登場する。
必殺技（エネルギー波、アイテムスチール）
登場マップ（グランドアポロン、西の砂漠、ピラミッド、ブンブク島、氷の大陸）
ボンターン
キンカーン型の上位モンスター。中ボスとしても登場する。
必殺技（エネルギー波、連続エネルギー波、自爆）
登場マップ（ブンブク島、氷の大陸、クーン星）
ジーク
アービー型の上位モンスター。中ボスとしても登場する。名前の由来はイチジク。
必殺技（エネルギー波、連続エネルギー波、パワードレイン、分裂）
登場マップ（氷の大陸、クーン星、オウター星、暗黒惑星）
ブード
グーレ型の上位モンスター。中ボスとしても登場する。名前の由来はブドウ。
必殺技（エネルギー波、連続エネルギー波、アイテムスチール）
登場マップ（氷の大陸、クーン星、オウター星、暗黒惑星）
ターレスミラージュ
ターレス型。中ボスとしても登場する。以下のザコ敵は使用可能な必殺技やカードの枚数は本物より少ないが、HPは上回る。
必殺技（エネルギー波、爆発波）
登場マップ（クーン星、オウター星、暗黒惑星）
ターレスファントム
ターレス型。HPはターレスミラージュを上回る。
必殺技（エネルギー波、爆発波）
登場マップ（オウター星、暗黒惑星）
スラッグマインド
スラッグ型。中ボスとしても登場する。
必殺技（エネルギー波、爆発波）
登場マップ（クーン星、オウター星、暗黒惑星）
スラッグメンタル
スラッグ型。HPはスラッグマインドを上回る。
必殺技（エネルギー波、爆発波）
登場マップ（オウター星、暗黒惑星）
フリーザサイコ
フリーザ型。中ボスとしても登場する。
必殺技（エネルギー波、フリーザカッター、超能力）
登場マップ（クーン星、オウター星、暗黒惑星）
クウラソウル
クウラ型。ザコ敵では最大のHPを誇る。
必殺技（エネルギー波、爆発波、連続エネルギー波）
登場マップ（オウター星、暗黒惑星）

### 敵キャラクター（ボス）
カワーズ
ブンブク島のデストロンガス装置を守るキンカーン型のモンスター。HPは高く、倒すまでに自爆攻撃を何度も仕掛けてくる。自信過剰だが間の抜けた性格である。ピッコロをピーコロと呼び、本編・OVAともに自らが仕掛けた爆弾に引っかかるなどし、ピッコロから「サタンを超えるバカ」と言われた。
必殺技（エネルギー波、連続エネルギー波、自爆）
ターレス
劇場版第6作『地球まるごと超決戦』に登場した、悟空に瓜二つのサイヤ人。かつて悟空によって倒されたがゴースト戦士として復活。OVA版ではサイヤ人であるが自分がサイヤ人に対する憎しみが一番強いと発言し、フリーザたちと共同で襲い掛かった。
必殺技（エネルギー波、キルドライバー、爆発波）
スラッグ
劇場版第7作『超サイヤ人だ孫悟空』に登場した超ナメック星人。悟空に倒されたがゴースト戦士として復活。OVA版では同じナメック星人のピッコロへの敵意を露にしている。ターレスと一緒に襲ってくる。ザコのスラッグにはない必殺技・ビッグスマッシャーを持つ。
必殺技（エネルギー波、ビッグスマッシャー、爆発波）
フリーザ
宇宙の帝王。ナメック星での戦いで悟空に敗れ、地球ではトランクスに一刀両断されたがゴースト戦士として復活。超能力など、豊富に技を持つ。
必殺技（エネルギー波、連続エネルギー波、フリーザカッター、超能力）
クウラ
劇場版第8作『とびっきりの最強対最強』に登場したフリーザの兄。かつての戦いで悟空に倒されたがゴースト戦士として復活。フリーザと一緒に襲ってくる。OVA版では弟のフリーザに呼び捨てにされていたが、リメイク版では呼ばれる場面がない。ボスキャラクターで唯一、ザコ敵としても登場する。
必殺技（エネルギー波、連続エネルギー波、爆発波）
ゴッドガードン
ドクターライチーの部屋へ続く扉を司る機械戦士。全部で4体存在し、すべて倒さなければ扉は開かない。攻撃力は高く、ガードンクラッシャーを筆頭に技の威力は凄まじい。
必殺技（エネルギー波、連続エネルギー波、テイルザンバー、ガードンクラッシャー）
ゴーストライチー
その正体はツフル人の最高科学者、ドクターライチー。サイヤ人絶滅のために地球にデストロンガス装置を送り込んだ張本人。フリーザたちボスキャラクターの必殺技を使いこなし、自らの必殺技イレイサーショックも強烈。またZ戦士の攻撃は必殺技か光弾しか受けつけない。
必殺技（エネルギー波、連続エネルギー波、キルドライバー、フリーザカッター、ビッグスマッシャー、イレイサーショック、爆発波、超能力）
ハッチヒャック
ドクターライチーが開発した怨念増幅装置。ゴーストライチーとの対戦時に特定の条件を満たすことで戦うことが可能な隠しボスである。全キャラクター中最大のHP、高い基礎攻撃力、さらには1ターン消費して怨念を込めてから発動し、Z戦士全員を一撃で全滅させうる必殺技リベンジャーカノンを持つなど、圧倒的な強さを誇る。プレイディア版では巨大化や分裂、さらにはパワーアップ形態に変身することができる。
必殺技（エネルギー波、連続エネルギー波、リベンジャーチャージ、リベンジャーカノン〈リベンジャーチャージ後〉、爆発波）

### その他
ミスター・サタン
天下一武道会モードで稀にトーナメントに出現する。戦闘前に仮病を使い退場するので対戦相手は不戦勝となる。

## 開発
カードの組み合わせによるアレンジメントに関しては、思いつきで「カードを2枚組み合わせたらどうか?」という発想が突破口になり、またスーパーファミコンで格闘ゲーム『ドラゴンボールZ 超武闘伝』（1993年）の発売が決まっていたため、プレイヤーに技のアレンジメントを探してもらうシステムを採用した。
プロデューサーの鈴木敏弘によるとゲームが原作に追いついたため、『ドラゴンボールZ』のシリーズ構成・小山高生に依頼。その中で「せっかくのオリジナルだから」とアニメの話が持ち上がり、鈴木は「だんだん大プロジェクトになって現場は戦戦恐恐としていましたね（笑）」と述懐している。
開発当初は『DRAGON BALL ZIV サイヤ人絶滅計画』と銘打たれていた。

## スタッフ
- シナリオ：小山高生
- プロデューサー：大久保悌伸
- ディレクター：たじましょうじ、杉本則之
- プログラマー：IWADAI、PORCOROSSO/IWACHU、OBOCCHI/IWASHO、P-SUKE/IWAPYON
- デザイナー：たかはしまさゆき、DACKS-AKIKO、HASUKEY-SOBA、CHAUCHAU-SHIHO、SPITTSU-YAE
- サウンド：上村みゆき、くまごろう（さばくまゆき）、1CH（いちだたけし）、YOKOYANMA、AMAYAN SINCHAN（天岸真志）
- アシスト：ドラゴン鈴木（鈴木敏弘）、清水泰臣、磯貝健夫
- サブ・デザイナー：TAKEZOU、KIMUNOJI
- スペシャル・サンクス：島田晋作、近藤裕、武田冬門、森下孝三、宮河恭夫、デザインオフィスD&D

## 評価
ゲーム誌『ファミコン通信』の「クロスレビュー」では、7・4・6・5の合計22点（満40点）、『ファミリーコンピュータMagazine』の読者投票による「ゲーム通信簿」での評価は以下の通りとなっており、21.1点（満30点）となっている。
| 項目 | キャラクタ | 音楽 | お買い得度 | 操作性 | 熱中度 | オリジナリティ | 総合 |
| 得点 | 3.7        | 3.3  | 3.3        | 3.5    | 3.6    | 3.6            | 21.1 |

## アニメ

### OVA
公式ビジュアルガイド ドラゴンボールZ外伝 サイヤ人絶滅計画
ゲームのストーリーを基に作られたアニメーション。BGMはゲームのものをベースに製作されている。バンダイ（バンダイビジュアル）より、上巻1993年7月23日発売、下巻1993年8月25日発売。VHS全2巻。上下巻共に定価3980円（税別）。ファミコンソフト攻略用に製作。メーカー、販元側から“攻略ビデオ”と銘打たれているが、実質的に『ドラゴンボールZ』のOVAである。のちに『DRAGON BALL Z DVD BOX DRAGON BOX VOL.2』に映像特典として収録されている。
声の出演
- 孫悟空、孫悟飯 - 野沢雅子
- ピッコロ - 古川登志夫
- トランクス - 草尾毅
- ベジータ - 堀川亮
- ブルマ - 鶴ひろみ
- チチ - 渡辺菜生子
- デンデ - 鈴木富子
- ミスターポポ - 西尾徳
- ドクターライチー - 小川真司
- フリーザ - 中尾隆聖
- スラッグ、ハッチヒャック - 屋良有作
- モンスター、ゴッドガードン - 江川央生
- ナレーション - 八奈見乗児

スタッフ
- 原作：鳥山明
- 企画：週刊少年ジャンプ、Vジャンプ、東映動画株式会社
- 製作: 東映動画株式会社
- 脚本：小山高生
- プロデューサー：森下孝三
- 作画監督：島貫正弘
- 美術監督：田尻健一
- 設定レイアウト：窪田忠雄
- 音楽：石川恵樹
- 録音：二宮健治
- 録音助手：田中英行
- 音響効果：新井秀徳
- 監督：山内重保

### リメイクアニメ
2010年11月発売のPlayStation 3・Xbox 360用ゲームソフト『DRAGON BALL RAGING BLAST2』に、OVAアニメーションをベースに完全新規製作したリメイク作『DRAGON BALL 超サイヤ人絶滅計画』がゲーム内ムービーとして収録。また、ゲーム本編でのゲスト出演や予約特典として設定資料パンフレットも付けられた。

## プレイディア版
ドラゴンボールZ 真サイヤ人絶滅計画 -地球編-
ドラゴンボールZ 真サイヤ人絶滅計画 -宇宙編-
バンダイより発売。地球編は1994年9月23日発売、宇宙編は1994年12月16日に発売。マルチストーリービデオゲーム。
OVAとの相違点としてアニメーションの内容が変わっており、ベジータとフリーザが闘うシーンなど一部のアニメーションがゲームオリジナルとなっていたり、ハッチヒャックが第2形態に変化したり、選択によってストーリーの展開が変わる。登場するキャラクターは選択した内容によって変わり、OVA版には登場しなかったキャラクターが登場している。

### プレイディア版キャスト
キャストは基本的にOVAと同様のため、OVAに登場しなかったキャラクターの担当声優とOVAから変更された声優のみを記す。キャラクターの横に※1としているものは地球編にのみ登場したキャラクターを、※2としているものは宇宙編にのみ登場するキャラクターをさす。
OVAに登場しなかったキャラクター
- ヤジロベー、占いババ※1 - 田中真弓
- 牛魔王※1 - 郷里大輔
- ウーロン※1、カリン - 龍田直樹
- 亀仙人 - 宮内幸平
- ブルマのママ - 川浪葉子※1
- 桃白白 - 岸野幸正※1
- 妖精 - かないみか※2

OVAから声優が変更されたキャラクター
- ハッチヒャック - 石川英郎※2

## 関連商品
ファミコン版 ドラゴンボールZ外伝 サイヤ人絶滅計画
OVAのアルバム。
ドラゴンボールZ外伝 サイヤ人絶滅計画 （Vジャンプ ゲームブックスシリーズ）
攻略本。全必殺技のアレンジメントも掲載されているが、組み合わせの一部とヒントのみにとどまっている。袋とじには、最終エリアの攻略や開発スタッフのインタビューが記載されている。封入特典はデータック用バーコードカード。